# قصر فونتينبلو
قصر فونتينبلو، هو أحد أكبر القصور الملكية الفرنسية، يقع على بعد 55 كيلومترًا (34 ميلًا) جنوب شرق وسط باريس، ضمن بلدية فونتينبلو. كان بمثابة نزل صيد ومقر إقامة صيفي للعديد من الملوك الفرنسيين، بما في ذلك لويس السابع وفرانسيس الأول وهنري الثاني ولويس فيليب ونابليون بونابرت ونابليون الثالث. على الرغم من أن الملوك كانوا يقيمون هناك لبضعة أشهر فقط من العام، إلا أنهم حولوه تدريجيًا إلى قصر حقيقي مليء بالفن والديكور. أصبح متحفًا وطنيًا في عام 1927 وتم تصنيفه كموقع للتراث العالمي لليونسكو في عام 1981 لهندسته المعمارية الفريدة وأهميته التاريخية.

## أعلام
- نيكولاس هنري، دوق أورليان
- هنري الثالث ملك فرنسا

## معرض الصور

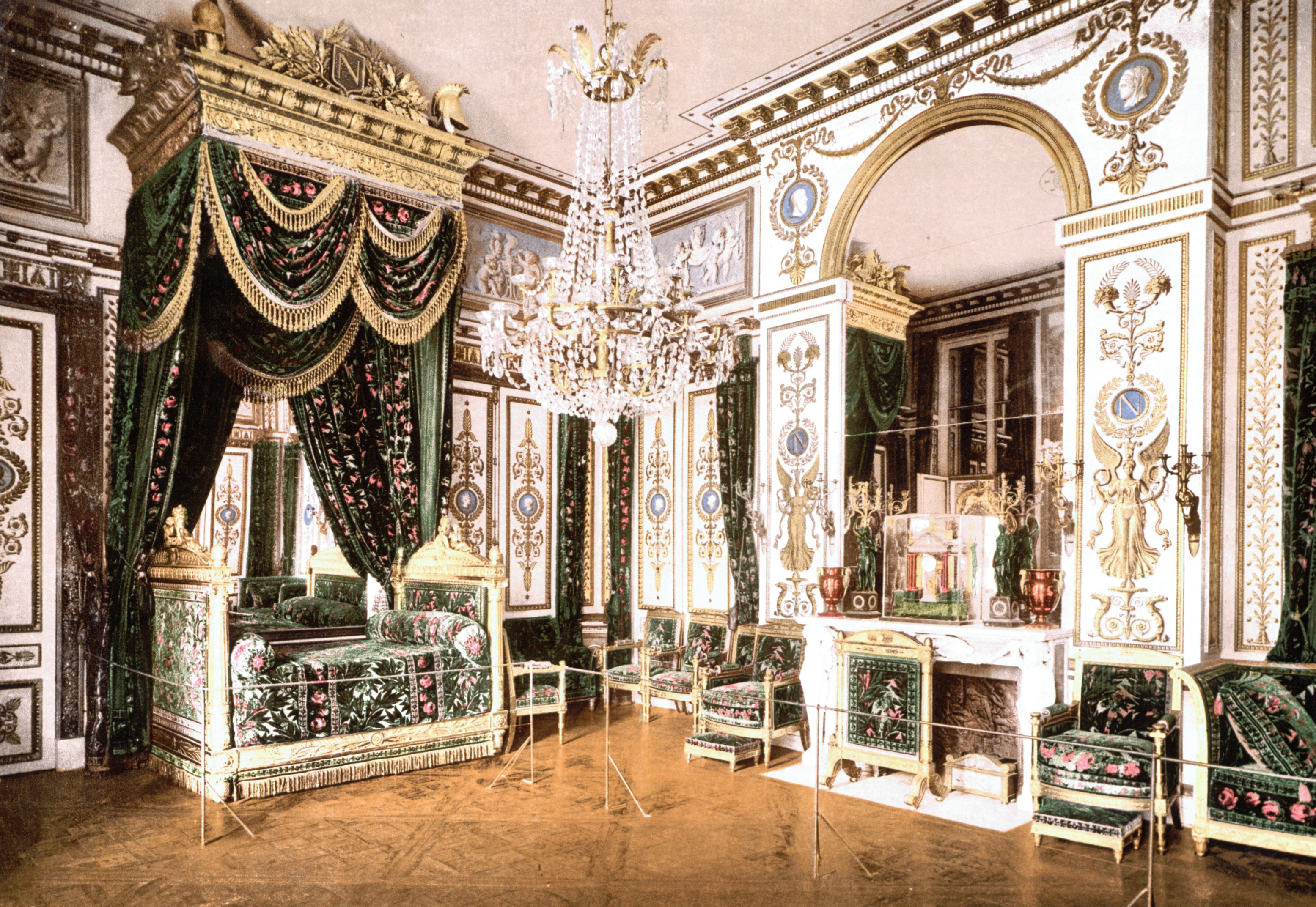
غرفة الأمبراطبور في قصر فونتبنبلو
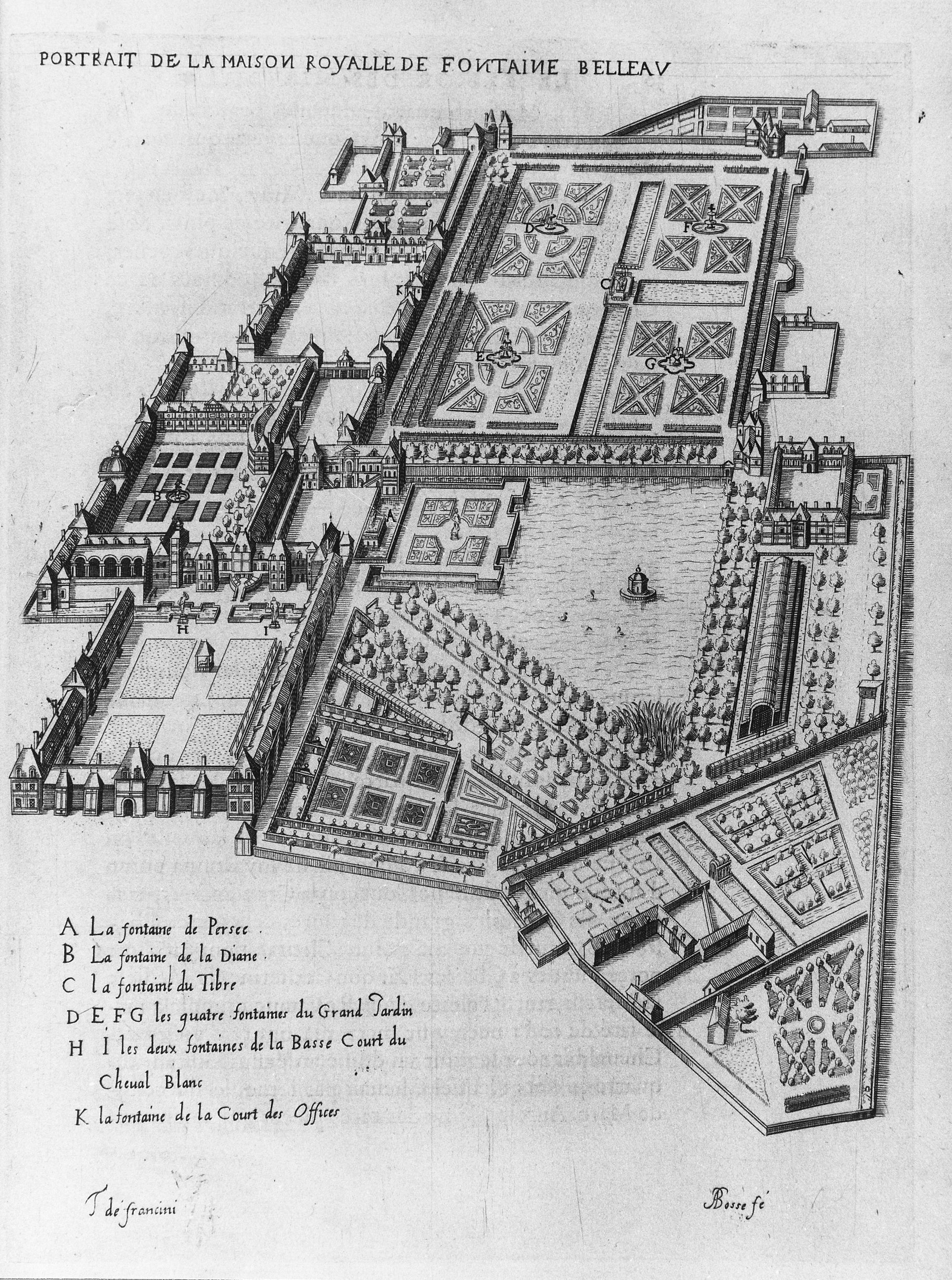
مخطط القصر مع الحدائق من القرن السابع عشر